# Acatochaeta africana
Acatochaeta africana är en tvåvingeart som beskrevs av Günther Enderlein 1921. Acatochaeta africana ingår i släktet Acatochaeta och familjen fläckflugor.
Artens utbredningsområde är Ekvatorialguinea. Inga underarter finns listade i Catalogue of Life.